# Glaphyra av Kappadokien
Glaphyra av Kappadokien, född 35 f.Kr., död 6 e. Kr., var en kappadokisk prinsessa, drottning av Mauretania liksom judisk prinsessa genom äktenskap. 
Hon var dotter till kung Archelaos av Kappadokien och en till namnet okänd armenisk prinsessa. Glaphyra beskrivs som förförisk, dynamisk och som en person att räkna med. 
Hon gifte sig med prins Alexander, Herodes son år 18 eller 17 f.Kr. Kejsar Augustus uppmuntrande äktenskap mellan de romerska klientkungarnas familjer och hennes svärfar ville arrangera ett sådant äktenskap åt en av sina söner. 
Hon konverterade till judendomen i samband med sitt giftermål. Paret fick tre barn. Glaphyra var inte populär i Palestina, där hon beskrivs som högfärdig. Hennes svägerska Salome II påstod att hennes svärfar Herodes den store var förälskad i henne, vilket orsakade en konflikt mellan hennes make och svärfar. Hon blev änka när hennes make avrättades av sin far år 7 f.Kr. Hon förvisades av sin svärfar och återvände till Kappadokien, och förlorade vårdnaden om sina barn. När hennes svärfar avled tre år senare, återfick hon sina barn, som kom till henne i Kappadokien och, liksom henne, antog den grekiska religionen. 
Hon gifte sig kung Juba II av Mauretania någon gång mellan 2 f.Kr. och 2 e.Kr., under hans rundresa i romarriket: det är i varje fall känt att de var gifta under år 6 e.Kr. Deras äktenskap tycks ha upplösts genom skilsmässa efter kort tid och det finns inga spår av att hon ens ska ha besökt Mauretania. De fick inga barn. 
Hon skilde sig från Juba II för att gifta sig med Herodes Archelaos, etnark av Samaria, Judea och Idumea, år 6 e.Kr; han skilde sig själv från sin hustru Mariamne III för att kunna gifta sig med henne. Paret ska ha gift sig på grund av ömsesidig förälskelse. Paret fick inga barn. Äktenskapet var ett levirat och väckte därför skandal i det judiska samhället, där Glaphyra betraktades som ökänd. Enligt legenden ska hon ha drömt att hennes första make sa ha förebrått henne för att ha gift om sig med hans bror. Hon avled förmodligen strax innan hennes make avsattes och förvisades av romarna.    